# Higino João Pio
Higino João Pio (Itapema, Santa Catarina, 11 de janeiro de 1922 – Florianópolis, Santa Catarina, 3 de março de 1969) foi um comerciante, político e hoteleiro brasileiro.
Foi o primeiro prefeito de Balneário Camboriú, no Litoral Norte de Santa Catarina. Pio foi assassinado pela ditadura militar brasileira, que forjou o seu suposto suicídio em 1969.

## Biografia
Higino João Pio, filho de Tarcília Maria Simaes e João Francisco Pio, nasceu no litoral de Santa Catarina, na cidade de Itapema. Ainda jovem, mudou-se para Camboriú com o intuito de trabalhar. Em 1965, tornou-se o primeiro prefeito eleito de Balneário Camboriú, pelo Partido Social Democrático (PSD), assim que o local se desmembrou de Camboriú e foi elevado à categoria de município.[carece de fontes?]
Pio foi morto aos 47 anos, ainda no exercício do cargo, por agentes da ditadura militar, na Escola Aprendizes de Marinheiro, em Florianópolis., e deixou três filhos. É lembrado pelos conhecidos e cidadãos da época como uma pessoa simples, muito carismática e agradável.[carece de fontes?]

#### Carreira como comerciante e empreendedor
Pio chegou a trabalhar em empresas da cidade de Itajaí, em Santa Catarina. No entanto, ele se firmou como hoteleiro em Balneário Camboriú, antes de entrar para a vida política. Sua hospedaria, o Hotel Pio, construído em 1951, segundo seu filho caçula, Julio Cesar Pio, possuía dez apartamentos completos, com 26 quartos simples, além de um restaurante anexo.
Além disso, Higino também foi dono da Imobiliária Maresol, junto a outros dois sócios. Em sua trajetória como empreendedor, ele também chegou a ser proprietário de uma transportadora, pela qual carreava produtos como cebola, carne, batata, entre outros.

#### Personalidade
Segundo Ademar Silva, amigo da família Pio, Higino era muito conhecido na região de seu nascimento e "muito benquisto entre os pescadores". Carlos Alberto Schlup, outro conhecido, disse que o ex-prefeito "tratava todos da mesma forma, sem distinção". Já Antonio Jorge de Borba, morador e funcionário do Hotel Pio, declarou que o ex-prefeito costumava se referir a outras pessoas de forma carinhosa, chamando-as de "querido" e "meu filho", por exemplo.
"Seu Pio", como era conhecido entre as crianças, também era muito querido por elas na região de Balneário Camboriú. De acordo com relatos de cidadãos, era comum ver o político itapemense distribuir balas e doces para os jovens do município.

#### Carreira política
Higino João Pio fazia parte da União Democrática Brasileira (UDN), porém, o PSD acabou conseguindo levar o futuro prefeito para o partido antes das eleições, acirrando as disputas políticas.
De acordo com relatos de pessoas próximas, Pio não gostava de falar em público devido à sua timidez. Por conta disso, ele não possuía uma boa habilidade como orador e acabava recorrendo a amigos para falar por ele em palanques.
Foi dos conhecidos, inclusive, a ideia de lançar Higino Pio como candidato à prefeitura. Mesmo tendo pouca experiência na política, já que era comerciante, Higino Pio era uma pessoa muito popular e querida pelos cidadãos. Então, ele acatou ao movimento e concorreu ao cargo, tendo sido, posteriormente, eleito para governar o município.

## Prisão e Morte
Já prefeito de Balneário Camboriú, Higino e outros funcionários da prefeitura foram detidos por agentes da Polícia Federal na Quarta-feira de Cinzas de 1969, dia 19 de fevereiro, e levados para a Escola Aprendizes de Marinheiro, em Florianópolis.
O político e comerciante foi preso sem qualquer motivo aparente e, principalmente, sem mandado judicial. A justificativa, portanto, seria relacionada a disputas políticas, com o principal fator sendo o contato do prefeito com o ex-presidente João Goulart.
Além disso, outra explicação dos militares para a prisão de Higino Pio foi o combate à corrupção. O prefeito era acusado de doar terrenos da prefeitura para construção de casas populares, usar dinheiro público para comprar caixas de uísque e pagar despesas falsas a familiares.
Durante todo o período de sua detenção, Higino ficou incomunicável e não podia ser visitado por familiares ou conhecidos. Depois de alguns dias de interrogatório, os funcionários apreendidos foram liberados do cárcere, exceto o prefeito do município catarinense.
Então, no dia 3 de março de 1969, a família do itapemense recebeu a notificação de sua morte. Teria sido encontrado já sem vida em um dos banheiros da Escola, com as portas trancadas pelo lado de dentro e enforcado com um arame que era utilizado como varal de roupa, amarrado em uma torneira.
Segundo laudo necroscópico, assinado pelos médicos-legistas José Caldeira Ferreira Bastos e Léo Meyer Coutinho, a causa do falecimento de Higino João Pio foi suicídio.

## Investigação e Conclusão da Comissão Nacional da Verdade
O maior problema da versão dos laudos periciais e necroscópicos eram as fotos tiradas da cena. Nas imagens, Higino João Pio aparecia com os pés completamente apoiados no chão, refutando a versão do enforcamento pelo arame.
Com a promulgação da lei que criou a Comissão Nacional da Verdade (CNV), no ano de 2011, o Coletivo Catarinense de Memória, Verdade e Justiça passou a reivindicar a investigação do caso de Higino Pio. Então, em novembro de 2013, a Comissão Estadual da Verdade Paulo Stuart Wright, de Santa Catarina, realizou uma audiência pública em Itajaí para coletar depoimentos sobre o episódio.
Então, em junho de 2014, a Comissão Nacional da Verdade e a Comissão Estadual da Verdade Paulo Stuart Wright apresentaram, em sessão na Assembleia Legislativa de Santa Catarina (Alesc), em Florianópolis, um novo laudo sobre a morte de Higino João Pio, na tentativa de estabelecer um novo diagnóstico sobre o ocorrido.
O documento, assinado pelos peritos Pedro Luiz Lemos Cunha, Mauro José Oliveira Yared, Roberto Meza Niella e Saul de Castro Martins, tinha a intenção de contestar a causa jurídica da morte por enforcamento divulgadas pelas autoridades da época. E a conclusão foi de que, considerando os pontos inconsistentes do caso, não houve enforcamento, mas, sim, homicídio por estrangulamento, causado por agentes do Estado com o objetivo de espalhar terror na população e passar um recado a quem fosse contrário à forma de governo.
Além disso, segundo o laudo, o corpo da vítima foi disposto no local "após a rigidez cadavérica haver se instalado”, expondo a montagem da cena do crime. O médico-legista Léo Meyer Coutinho, um dos responsáveis por ter assinado o laudo necroscópico em 1969, teve o depoimento colhido pela Comissão e disse não se lembrar de ter comparecido à Escola de Aprendizes de Marinheiro para assinar o documento.
De todos os dez presos políticos catarinenses mortos durante o período militar, Higino João Pio foi o único morto nas dependências públicas do estado.
O filho caçula de Higino João Pio, Julio Cesar Pio, afirmou após a conclusão das investigações que sua família nunca acreditou na hipótese do suicídio. Declarou que a versão do forjamento sempre foi a que predominou entre os filhos e esposa.

## Denúncias
Em julho de 2018, o Ministério Público Federal de Santa Catarina (MPF-SC) denunciou seis pessoas pela forjadura do suicídio de Higino João Pio. De acordo com o MPF, não foi possível identificar os responsáveis diretos pela morte do ex-prefeito de Balneário Camboriú, mas, sim, os mandantes do sequestro, que, posteriormente, levaria ao seu assassinato.
Os nomes denunciados foram:
- Heraldo Neves Arruda, por denunciação caluniosa
- Carlos Passoni Júnior, por sequestro
- Dario Nunes da Silva, por falso testemunho
- Paulo Mendonça Souza, por falso testemunho
- José Caldeira Ferreira Bastos, por falso testemunho
- Léo Meyer Coutinho, por falso testemunho[6]

Em setembro do mesmo ano, porém, a 7.ª Vara Federal de Florianópolis rejeitou a denúncia do Ministério Público Federal, citando a Lei da Anistia, promulgada pelo presidente João Batista Figueiredo em 28 de agosto de 1979. O MPF recorreu da decisão, mas a 8.ª Câmara Criminal do Tribunal Regional Federal da 4.ª Região (TRF-4) negou o recurso em outubro de 2019, utilizando o mesmo embasamento do parecer da primeira instância.

## Casos semelhantes
Não foram poucos os casos de suicídio forjados por militares durante o período ditatorial no Brasil. Talvez o mais famoso seja o do jornalista, professor e dramaturgo Vladimir Herzog. Era militante do Partido Comunista Brasileiro e se apresentou voluntariamente ao Destacamento de Operações de Informação - Centro de Operações de Defesa Interna (DOI-CODI), no quartel-general do II Exército, no município de São Paulo para "prestar esclarecimentos" sobre suas "ligações e atividades criminosas". Então, foi preso, torturado e assassinado por agentes do Estado.
Segundo o Laudo de Encontro de Cadáver expedido pela Polícia Técnica de São Paulo, Herzog havia se enforcado com uma cinta do macacão que vestia. Contudo, a vestimenta dos prisioneiros do DOI-CODI não tinha cinto. Além disso, as fotos anexadas ao laudo mostravam os pés de Herzog tocando o chão, com os joelhos flexionados. O corpo da vítima também apresentava marcas de estrangulamento.
No entanto, segundo o perito da CNV Pedro Cunha, que participou da investigação da morte de Higino João Pio, o caso do ex-prefeito de Balneário Camboriú foi ainda "mais montado" que o de Herzog. De acordo com ele, as evidências da montagem do suposto suicídio do jornalista não eram tão abundantes como as do catarinense.

## Homenagens
- Em dezembro de 2018, o Governo de Santa Catarina inaugurou a Escola de Educação Básica Higino João Pio, no bairro das Nações, em Balneário Camboriú. O local conta com 21 salas de aula, salas para laboratórios, biblioteca e ginásio de esportes, tendo sido construído com um investimento de R$ 10 milhões.[10]
- O ex-prefeito de Balneário Camboriú também dá nome à Rua Higino João Pio no bairro de Praia do Estaleirinho, na cidade de Balneário Camboriú.[11]
- Higino João Pio foi eleito prefeito de Balneário Camboriú em 14 de julho de 1965. Em 2014, a data representou o aniversário de 50 anos de emancipação politico-administrativa do município. Assim, o prefeito da época, Edson Renato Dias, o Piriquito, homenageou o ex-mandatário por meio de um selo especial, elaborado pelos correios, que estampava o rosto de Higino Pio.[12]